# 夏桥镇
夏桥镇，是中华人民共和国安徽省阜阳市颍上县下辖的一个乡镇级行政单位。

## 行政区划
夏桥镇下辖以下地区：
夏桥社区、南桥村、双岗村、张泊渡村、龙王庙村、徐家湾村、光辉村、罗洋村、郭桥村、毛桥村、小庄村和颍林村。